# خميس يغزو القاهرة (فلم)
خميس يغزو القاهرة هو فيلم كوميدي مصري من إخراج سيد سيف وبطولة سعيد صالح، دلال عبد العزيز، أحمد راتب، عزيزة راشد، نبيل الهجرسي وسميرة صدقي، صدر الفيلم في 3 ديسمبر 1990.

## نبذه
يصل خميس من بلدته ليعمل في القاهرة ولكن أخاه المليونير يتخلى عنه. فيضطر خميس للعمل خادمًا في منزل صديقته القديمة الراقصة نجية التي تصبح نجمة سينمائية. يلتقي في منزلها بالعديد من رجال الأعمال ويكتشف أن الجميع يمارسون الكسب غير المشروع ويفاجأ أن أخاه ينتهج نفس الطريق.

## طاقم العمل
- سعيد صالح بدور خميس أبو جمعة
- دلال عبد العزيز بدور نجيه
- أحمد راتب بدور علوبه بيه
- عزيزة راشد بدور سميحة
- نبيل الهجرسي بدور فهمي
- سميرة صدقي بدور كاميليا

## وصلات خارجية
- مقالات تستعمل روابط فنية بلا صلة مع ويكي بيانات